# 関西学生映画祭
関西学生映画祭（かんさいがくせいえいがさい）は、2012年から本格開催されて以来、毎年11月に大阪府で開かれている日本最大規模の学生映画祭のひとつである。
2022年で第11回目の開催となる。関西圏においては京都国際学生映画祭に次ぐ規模を誇る学生映画祭である

## 概要
「学生の学生による学生のための映画祭」のスローガンの下で、関西圏の大学生が中心となって運営している学生映画祭である。
関西圏に留まらず、日本全国の大学生から映像作品を募集し、予選を通過した作品を大阪市の十三シアターセブンで上映。投票により最高賞の「観客賞(グランプリ)」を決定する。

## 歴史
2011年に関西大学映画研究部部長の本悠馬によって企画。関西大学映画研究部、関西学院大学全関学自主映画制作上映委員会、大阪大学映画研究部のメンバーを主として、2012年11月にKUシンフォニーホールにて第1回大会が開催された。
第2回大会以降は十三シアターセブンで開催されている。
新型コロナウイルス感染症の影響により第9回大会は中止となった。

## 組織
実行委員会は大阪大学・関西大学・関西学院大学・立命館大学・近畿大学・大阪電気通信大学・大阪経済大学・大阪芸術大学などの関西圏の様々な大学からの有志により構成されている。

## 賞構成
- 観客賞（グランプリ）
  - 当日の観客による投票により決定
- 審査員賞
  - ノミネート作品の中から審査員による選考により決定
- 実行委員特別賞
  - 応募作品のうち実行委員内で最も推薦が多かったものに決定。 推薦は学生映画ならではの視点に着目して行う[5]

## 受賞と候補作一覧

### 2012年(第1回)
- 本選ノミネート：10作品[6]
- 会場：KUシンフォニーホール
- 実行委員長：本悠馬(関西大学)

| 作品名                   | 監督名             | 所属大学                       | 所属サークル                              |
| ------------------------ | ------------------ | ------------------------------ | ----------------------------------------- |
| 『つながる電話』         | 八巻高之           | 大阪大学                       | 大阪大学 映画研究部                       |
| 『献身』                 | 川浪彩奈           | 大阪市立大学                   | －                                        |
| 『ぐるぐるキュービック』 | なかむらもとひこ   | 関西大学                       | 関西大学 映画研究部                       |
| 『photo oile』           | 塚本珠己           | 関西大学                       | 関西大学 映画研究部                       |
| 『〆〆〆』               | 石鍵有輝           | 関西大学                       | －                                        |
| 『のぎく』               | 牧田浩平           | 関西学院大学                   | 関西学院大学 全関学自主映画制作上映委員会 |
| 『5PM』                  | 藤牧尚太           | 関西学院大学                   | 関西学院大学 全関学自主映画制作上映委員会 |
| 『サイケファミリア』     | 藤元明緒(平松明緒) | ビジュアルアーツ専門学校・大阪 | －                                        |
| 『人の音』               | 土手 衛            | 福井大学                       | 福井大学 映画研究部                       |
| 『エイプリル』           | 内田裕基           | 東京工芸大学                   | －                                        |

### 2013年(第2回)
- 本選ノミネート：6作品[14]
- 会場：十三シアターセブン
- 実行委員長：増田咲紀(関西学院大学)

| 作品名                   | 監督名            | 所属大学     | 所属サークル                              |
| ------------------------ | ----------------- | ------------ | ----------------------------------------- |
| 『ゲデヒトニス～記憶～』 | 西田悠哉          | 大阪大学     | －                                        |
| 『明日××』               | 長基公祐          | 大阪市立大学 | 大阪市立大学 映画研究会                   |
| 『忘却の怪人』           | 平中誠弥          | 関西大学     | 関西大学 映画研究部                       |
| 『メイドインアミノ』     | 中川裕太・島 直哉 | 関西学院大学 | 関西学院大学 全関学自主映画制作上映委員会 |
| 『白の記憶』             | 馬場夏美          | 近畿大学     | 近畿大学 映画研究部                       |
| 『6人の忘れる学生』      | 松本晋平          | 大阪工業大学 | 大阪工業大学 情報科学部 映画研究部        |

### 2014年(第3回)
- 本選ノミネート：6作品[16]
- 会場：十三シアターセブン
- 実行委員長：今城太輔(関西大学)[17]

| 作品名                       | 監督名                     | 所属大学     | 所属サークル                              |
| ---------------------------- | -------------------------- | ------------ | ----------------------------------------- |
| 『君は東京が嫌い』           | 鯨岡弘識                   | 慶應義塾大学 | 慶應義塾大学 Flicks                       |
| 『HERO』                     | 山田真理奈                 | 大阪大学     | 大阪大学 映画研究部                       |
| 『見栄っ張りアナリシス』     | ブローレンヂ智世(松村智世) | 関西大学     | 関西大学 映画研究部                       |
| 『sign of rain』             | 岡本光樹                   | 関西学院大学 | 関西学院大学 全関学自主映画制作上映委員会 |
| 『THE DREAMING SONGSTRESSA』 | 北村和希                   | 近畿大学     | 近畿大学 映画研究部                       |
| 『ハートフルブルー』         | 日髙和貴                   | 佛教大学     | 佛教大学 映画部                           |

### 2015年(第4回)
- 本選ノミネート：10本[24]
- 会場：十三シアターセブン
- 実行委員長：西村拓馬(関西大学)

| 作品名                             | 監督名    | 所属大学     | 所属サークル                              |
| ---------------------------------- | --------- | ------------ | ----------------------------------------- |
| 『最高の昼ごはん』                 | 五日市 創 | 東京理科大学 | －                                        |
| 『もほう。』                       | 神田七海  | 大阪大学     | 大阪大学 映画研究部                       |
| 『El Mirage』                      | 森田拓朗  | 関西学院大学 | 関西学院大学 全関学自主映画制作上映委員会 |
| 『The Genuine Circuit』            | 川合裕之  | 関西学院大学 | 関西学院大学 全関学自主映画制作上映委員会 |
| 『すべてが私のもので愛は、何処か』 | 本郷智也  | 立命館大学   | 立命館大学 映画部                         |
| 『レペゼン』                       | 北村和希  | 近畿大学     | 近畿大学 映画研究部                       |
| 『走れバカども』                   | 谷口 藍   | 近畿大学     | 近畿大学 映画研究部                       |
| 『THE BIRTHDAY BLUES』             | 吉田岳大  | 大阪芸術大学 | －                                        |
| 『もやい、素猫』                   | 吉田早陽  | 東京大学     | 東京大学 映画制作スピカ1895               |
| 『地球×熱40℃』                     | 坂田 航   | 東京工芸大学 | 東京工芸大学 シナリオ研究会               |

### 2016年(第5回)
- 本選ノミネート：8作品[28]
- 会場：十三シアターセブン
- 実行委員長：西村拓馬(関西大学)

| 作品名                   | 監督名   | 所属大学     | 所属サークル                              |
| ------------------------ | -------- | ------------ | ----------------------------------------- |
| 『人形の下宿』           | 入江 優  | 大阪大学     | 大阪大学 映画研究部                       |
| 『サルトルの原稿用紙』   | 川合裕之 | 関西学院大学 | 関西学院大学 全関学自主映画制作上映委員会 |
| 『真島くんと恋の処方箋』 | 寺西 晃  | 近畿大学     | 近畿大学 映画研究部                       |
| 『殉教者』               | 福田航平 | 佛教大学     | 佛教大学 映画部                           |
| 『ゾンビvs映研』         | 原 啓介  | 大阪工業大学 | 大阪工業大学 情報科学部 映画研究部        |
| 『TREMBLE』              | 小林直希 | 東京大学     | 東京大学 映画制作スピカ1895               |
| 『朝にかえる』           | 前田聖来 | 慶應義塾大学 | 慶應義塾大学 Flicks                       |
| 『もやのなか』           | 綿貫 楓  | 成城大学     | 成城大学 映画研究部                       |

### 2017年(第6回)
- 本選ノミネート：11作品[33]
- 会場：十三シアターセブン
- 実行委員長：沼本蔵(関西学院大学)

| 作品名                      | 監督名     | 所属大学     | 所属サークル                          |
| --------------------------- | ---------- | ------------ | ------------------------------------- |
| 『トラゴゼン』              | 横田滉介   | 近畿大学     | 近畿大学 映画研究部                   |
| 『ココロの綱惹き』          | 大城敦司   | 大阪大学     | 大阪大学 映画研究部                   |
| 『Re:live』                 | 藤澤克己   | 大阪市立大学 | 大阪市立大学 映画研究会               |
| 『ひとりぐらし』            | 松本光広   | 関西学院大学 | －                                    |
| 『ハードポイルド』          | 山本眞太郎 | 同志社大学   | 同志社大学 自主制作映画サークルF.B.I. |
| 『おしゃぶり。』            | 黒田航大   | 立命館大学   | －                                    |
| 『Drug&Drop』               | 髙池久登   | 龍谷大学     | 龍谷大学 映画研究部                   |
| 『FROM 008 TO OUTER SPACE』 | 陰山 涼    | 東京大学     | 東京大学 映画制作スピカ1895           |
| 『余白』                    | 城野一哉   | 成城大学     | 成城大学 映画研究部                   |
| 『おるすばんの味。』        | 武石昂大   | 日本大学     | －                                    |
| 『DOLL』                    | 中村聖香   | 創価大学     | 創価大学 映画研究会                   |

### 2018年(第7回)
- 本選ノミネート：9作品[40]
- 会場：十三シアターセブン
- 実行委員長：西村曜(大阪大学)

| 作品名                         | 監督名               | 所属大学       | 所属サークル                                |
| ------------------------------ | -------------------- | -------------- | ------------------------------------------- |
| 『なみぎわ』                   | 常間地裕             | 映画美学校     | －                                          |
| 『陰キャパリピは振り返らない』 | 大城敦司             | 大阪大学       | 大阪大学 映画研究部                         |
| 『前日』                       | 西田 心              | 追手門学院大学 | 追手門学院大学 映画研究部シネマクリエイター |
| 『夢か現か幻か』               | 安部大河             | 鳥取大学       | 鳥取大学 映画研究会                         |
| 『パンクロックベイビー』       | 吉田麻希             | 新潟大学       | 新潟大学 映画倶楽部                         |
| 『めくるとき』                 | 安達勇貴             | 東京大学       | 東京大学 映画制作スピカ1895                 |
| 『雨に濡れたい気持ち』         | 坂本 遼              | 東京大学       | 東京大学 映画制作スピカ1895                 |
| 『ぼくはもんもん』             | 阿部洋太郎・目山喜樹 | 早稲田大学     | 早稲田大学 映像製作集団浪人街               |
| 『待つには遠すぎた初恋』       | 四本研祥             | 東京外国語大学 | 東京外国語大学 映画研究会TUFS Create        |

### 2019年(第8回)
- 本選ノミネート：11作品[4]
- 会場：十三シアターセブン
- 実行委員長：大矢哲紀(関西大学)[48]

| 作品名                                   | 監督名              | 所属大学         | 所属サークル                          |
| ---------------------------------------- | ------------------- | ---------------- | ------------------------------------- |
| 『探偵クラブ～謎を呼ぶ女～』             | 天野雄喜            | 愛知学院大学     | 愛知学院大学 映画部                   |
| 『今夜、大地は赤く見える』               | 肖芸凡              | 大阪大学         | 大阪大学 映画研究部                   |
| 『Welcome to Tsunami Village』           | 茂野新太            | 京都大学         | －                                    |
| 『オーマの家』                           | 金子実怜奈          | 京都工芸繊維大学 | －                                    |
| 『リバース・パイン』                     | 村山直人            | 関西学院大学     | 関西学院大学 映像制作団体LimeLight    |
| 『ポスト西入ル』                         | 林 龍之介           | 同志社大学       | 同志社大学 自主制作映画サークルF.B.I. |
| 『幸運銀行』                             | 土居佑香            | 近畿大学         | 近畿大学 映画研究部                   |
| 『昨日はすべて返される』                 | さとうゆか          | 京都精華大学     | －                                    |
| 『君が振り返る。とても眩しいと思った。』 | 渡辺和希            | 新潟大学         | 新潟大学 映画倶楽部                   |
| 『カミング、バック』                     | シェーク・M・ハリス | 中央大学         | 中央大学 映画研究会                   |
| 『愛をたむけるよ』                       | 団塚唯我            | 映画美学校       | －                                    |

### 2020年(第9回)
註：2020年に予定されていた第9回大会は新型コロナウイルス感染症の影響で中止となった。

### 2021年(第10回)
- 本選ノミネート：14作品[61]
- 会場：十三シアターセブン
- 実行委員長：パニアグア・カルロス(関西大学)
  - "†"付きは「関西シネック賞」受賞作
  - "‡"付きは「10周年記念審査員特別賞」受賞作

| 作品名                     | 監督名                   | 所属大学                           |
| -------------------------- | ------------------------ | ---------------------------------- |
| 『魚の目』                 | ますだあやこ・板野侑衣子 | 同志社女子大学                     |
| 『Smart Boy, Good Phone.』 | 山田耕平                 | 大阪芸術大学                       |
| 『ひっきりなしのブルー』†  | 永井哲太                 | 立命館大学                         |
| 『枯れた世界に花めいて』   | 小野隼佑                 | 大阪芸術大学                       |
| 『綯交ぜ』                 | 佐藤 修                  | 京都芸術大学                       |
| 『あの日』                 | 岳 直輝                  | 崇城大学                           |
| 『メモリメモ』             | 比留間未桜               | 筑波大学                           |
| 『AREA』                   | 関 翼                    | 日本大学                           |
| 『わたしのトーチカ』       | 石舘波子                 | 東京藝術大学大学院                 |
| 『Destiny』                | 松岡美乃梨               | 東京藝術大学大学院                 |
| 『およげるネコ』           | 黄夢璐                   | 武蔵野美術大学                     |
| 『最悪は友達さ』‡          | 日下玉巳                 | 有明教育芸術短期大学               |
| 『無常』                   | 寺谷千穂                 | 浜松医科大学                       |
| 『Final Deathtination』    | 田村鞠果                 | Ringling College of Art and Design |

### 2022年(第11回)
- 本選ノミネート：12作品[62]
- 会場：十三シアターセブン
- 実行委員長：岩倉周平(立命館大学)
  - "†"付きは「審査員賞」受賞作
  - "‡"付きは「審査委員特別賞」受賞作

| 作品名                           | 監督名     | 所属大学                          |
| -------------------------------- | ---------- | --------------------------------- |
| 『レスポールが重た過ぎたんだろ』 | 金子信弦   | 日本大学                          |
| 『FLOWER』                       | 山田耕平   | 大阪芸術大学                      |
| 『ぐるり1200キロ、はじまりの旅』 | 香西志帆   | 神戸大学大学院                    |
| 『HANG OUT』                     | 竹内 遼    | 早稲田大学                        |
| 『狭隘な世界での真実』           | 冨高善之   | 法政大学                          |
| 『初対面』†                      | 黒柳鼓笛   | 日本大学                          |
| 『Episodic memory』‡             | 鈴木理利子 | 東京藝術大学大学院                |
| 『ただいま』                     | 劉波       | 武蔵野美術大学                    |
| 『キャラクタリウム』             | 山辺茉耶   | 武蔵野美術大学                    |
| 『タピオカを捨てただけなのに』   | 伊東 菫    | 武蔵野美術大学                    |
| 『MY HOMETOWN』†                 | 古川 葵    | 東放学園映画専門学校 慶應義塾大学 |
| 『ASHIMA』                       | 八木 紬    | 東京都立総合芸術高等学校          |

## 主な出身監督
| 名前                | 受賞歴                   | 後の主なフィルモグラフィ                                                            | 後の主な受賞・ノミネート歴 |
| ------------------- | ------------------------ | ----------------------------------------------------------------------------------- | --- |
| 藤元明緒 (平松明緒) | 第1回入選                | 『サイケファミリア』 『僕の帰る場所』 『海辺の彼女たち』                            | 奈良国際映画祭2012 NARA-wave部門ノミネート。 第30回東京国際映画祭 「アジアの未来」部門作品賞受賞。 第30回東京国際映画祭 「アジアの未来」部門国際交流基金アジアセンター特別賞受賞。 新藤兼人賞2021 金賞受賞。 第13回TAMA映画祭 最優秀新進監督賞受賞。 第68回サン・セバスティアン国際映画祭 新人監督賞ノミネート。 |
| 内田裕基            | 第1回入選                | 『ウルトラマンX』(脚本) 『ウルトラマンオーブ』(脚本) 『仮面ライダーセイバー』(脚本) | |
| 鯨岡弘識            | 第3回観客賞(グランプリ)  | 『FROM TOKYO TO TOKYO』 『メイリンの決めたこと』                                    | ショートショート フィルムフェスティバル2018 Cinematic Tokyo部門ノミネート。 ショートショート フィルムフェスティバル2019 ジャパン部門ノミネート。 |
| 前田聖来            | 第5回入選                | 『いつか輝いていた彼女は』 『幕が下りたら会いましょう』                             | |
| 武石昂大            | 第6回入選                | 『おるすばんの味。』                                                                | 第71回カンヌ国際映画祭 短編部門正式出品。 第28回ゆうばり国際ファンタスティック映画祭 インターナショナル・ショートフィルム・コンペティション部門ノミネート。 |
| 常間地 裕           | 第7回観客賞(グランプリ)  | 『なみぎわ』 『Famale』 『この日々が凪いだら』                                      | 第29回ゆうばり国際ファンタスティック映画祭 インターナショナル・ショートフィルム・コンペティション部門ノミネート。 |
| 安達勇貴            | 第7回入選                | 『優しさのすべて』                                                                  | 第22回TAMA NEW WAVE コンペティション部門特別賞受賞。 |
| 四本研祥            | 第7回入選                | 『優しさのすべて』(脚本)                                                            | 第22回TAMA NEW WAVE コンペティション部門特別賞受賞。 |
| 団塚唯我            | 第8回入選                | 『愛をたむけるよ』 『此処に住むの素敵』                                             | 第21回TAMA NEW WAVE ある視点部門ノミネート。 奈良国際映画祭2020 NARA-wave部門ノミネート。 文化庁委託事業 若手映画作家育成プロジェクト 参加監督。 |
| ますだあやこ        | 第10回観客賞(グランプリ) | 『魚の目』                                                                          | 第15回田辺・弁慶映画祭 キネマイスター賞受賞。 |
| 板野侑衣子          | 第10回観客賞(グランプリ) | 『魚の目』                                                                          | 第15回田辺・弁慶映画祭 キネマイスター賞受賞。 |
| 日下玉巳            | 第10回審査員特別賞       | 『最悪は友達さ』                                                                    | 第31回ゆうばり国際ファンタスティック映画祭 ゆうばりホープ部門ノミネート。 |
| 石舘波子            | 第10回入選               | 『ペンギン・ハイウェイ』(作画監督) 『泣きたい私は猫をかぶる』(作画監督)             | 第8回新千歳空港国際アニメーション映画祭 特別賞(サッポロビール賞)受賞。 |
| 黄夢璐              | 第10回入選               | 『早咲きの茜』 『およげるネコ』                                                     | 奈良国際映画祭2020 NARA-wave部門ノミネート。 第74回カンヌ国際映画祭 シネフォンダシオン部門ノミネート。 |
| 田村鞠果            | 第10回入選               | 『Final Deathtination』                                                             | 第45回学生アカデミー賞 アニメーション映画部門ノミネート。 CGアニメコンテスト2021 入選。 |
| 古川 葵             | 第11回審査員賞           | 『MY HOMETOWN』                                                                     | 奈良国際映画祭2022 特別招待作品。 |
| 劉波                | 第11回入選               | 『ただいま』                                                                        | 奈良国際映画祭2022 NARA-wave部門観客賞受賞。 |
| ぶんけい (柿原朋哉) | 同志社大会ノミネート     | 『パオパオチャンネル』(YouTube)                                                     | |

## 派生映画祭

### 概要
2014年5月30日に同志社大学主催の「関西学生映画祭in同志社」が開催された。
ノン・コンペティション形式の上映会を目的とした映画祭である。
同志社大学、立命館大学、京都大学、大阪芸術大学の4大学の6つの映画制作団体が参加した。

### 上映作品一覧
| 作品名                         | 監督名           | 所属大学     | 所属サークル                                  |
| ------------------------------ | ---------------- | ------------ | --------------------------------------------- |
| 『エンドハッピーエンディング』 | 鈴木雅臣         | 京都大学     | 京都大学 公認自主映画制作サークル雪だるまプロ |
| 『Shaze of Blakc』             | 正井啓介         | 同志社大学   | 同志社大学 自主制作映画サークルF.B.I.         |
| 『ぷ』                         | 柿原朋哉         | 立命館大学   | 立命館大学 GREENS                             |
| 『GREENS Promotion Video』     | 岡田騰一郎       | 立命館大学   | 立命館大学 GREENS                             |
| 『言霊』                       | 松本渓           | 立命館大学   | 立命館大学 GREENS                             |
| 『刹那』                       | 山脇航           | 立命館大学   | 立命館大学 GREENS                             |
| 『A Diary Road』               | 野村崚作         | 立命館大学   | 立命館大学 NTKS                               |
| 『どうにもできないこと』       | 遠藤広隆         | 立命館大学   | 立命館大学 NTKS                               |
| 『イチルノミ』                 | 野村怜史、有馬蒼 | 立命館大学   | 立命館大学 NTKS                               |
| 『ひとりごと』                 | 古谷知佳         | 立命館大学   | 立命館大学 NTKS                               |
| 『2006のぷるーと』             | 荻颯太郎         | 立命館大学   | 立命館大学 映像学部自主ゼミ『轟』             |
| 『或る学生の物語』             | 荒瀬佳孝         | 立命館大学   | 立命館大学 映像学部自主ゼミ『轟』             |
| 『8つの目』                    | 山内愛実         | 立命館大学   | 立命館大学 映像学部自主ゼミ『轟』             |
| 『夏成』                       | 吉田翔瑛         | 立命館大学   | 立命館大学 映像学部自主ゼミ『轟』             |
| 『怪獣戒厳令ゼラ』             | マエハタシンゴ   | 大阪芸術大学 | 大阪芸術大学 OVER LOAD FILM                   |

## 関西シネック

### 概要
関西シネックは、1987年に結成された関西圏の大学の映画研究部による合同団体である。
大阪電気通信大学や大阪経済大学、神戸大学、追手門学院大学、近畿大学を中心とした12の大学で構成され、夏季と冬季に合同上映会を開催していた。
新型コロナウイルス感染拡大の影響を受けて2021年に解散し、34年の歴史に幕を下ろした。
第10回大会より関西学生映画祭に統合され、「関西シネック賞」の新設に繋がっている。

### 最優秀作品賞一覧
| 作品名                             | 監督名                 | 所属大学         |
| ---------------------------------- | ---------------------- | ---------------- |
| 『あまがさ』                       | 中川信雄               | 大阪芸術大学     |
| 『ジャックランタン』               | 伊集院涼               | 近畿大学         |
| 『青い背中』                       | 佐々木世雄             | 大阪芸術大学     |
| 『自分でもよくわからない』         | 森彩乃                 | 大阪経済大学     |
| 『身霊』                           | 品川好太郎             | 大阪経済大学     |
| 『SECOND』                         | 辻野翔太               | 大阪経済大学     |
| 『隙間眼』                         | 藤本裕貴               | 近畿大学         |
| 『ひかりより』                     | 藤本裕貴               | 近畿大学         |
| 『VIRUS BUSTERS 2』                | 横田穣                 | 大阪市立大学     |
| 『怪盗ジョー&おまぬけ刑事』        | 横田穣                 | 大阪市立大学     |
| 『むぎわらぎく』                   | 岡本章裕               | 神戸大学         |
| 『Fly High』                       | 新井裕貴               | 大阪経済大学     |
| 『Escape from…』                   | 新井裕貴               | 大阪経済大学     |
| 『C.R.A.F.T. SMAN-BATTLE MISSION』 | 新井裕貴、石切山幸太郎 | 大阪経済大学     |
| 『キレる。』                       | 岡田真樹               | 大阪芸術大学     |
| 『MUZZLE FICTION Ⅰ』               | 内藤高彬               | 大阪経済大学     |
| 『ヒト想』                         | 内藤高彬               | 大阪経済大学     |
| 『MUZZLE FICTION Ⅱ』               | 内藤高彬               | 大阪経済大学     |
| 『NINJA vs YAKUZA』                | 市田俊介               | 大阪電気通信大学 |
| 『監督戦争』                       | 市田俊介               | 大阪電気通信大学 |
| 『深すぎる男』                     | デトロイト城ケ崎       | 京都大学         |
| 『君の生姜焼きを食べたい』         | 住山恭平               | 京都大学         |
| 『ポスト西入ル』                   | 林龍之介               | 同志社大学       |
| 『ある女と二人の男の話』           | 中林空                 | 京都造形芸術大学 |
| 『陰キャパリピは振り返らない』     | 大城敦司               | 大阪大学         |